# Liste des régions de Pologne par produit régional brut et produit régional brut par habitant

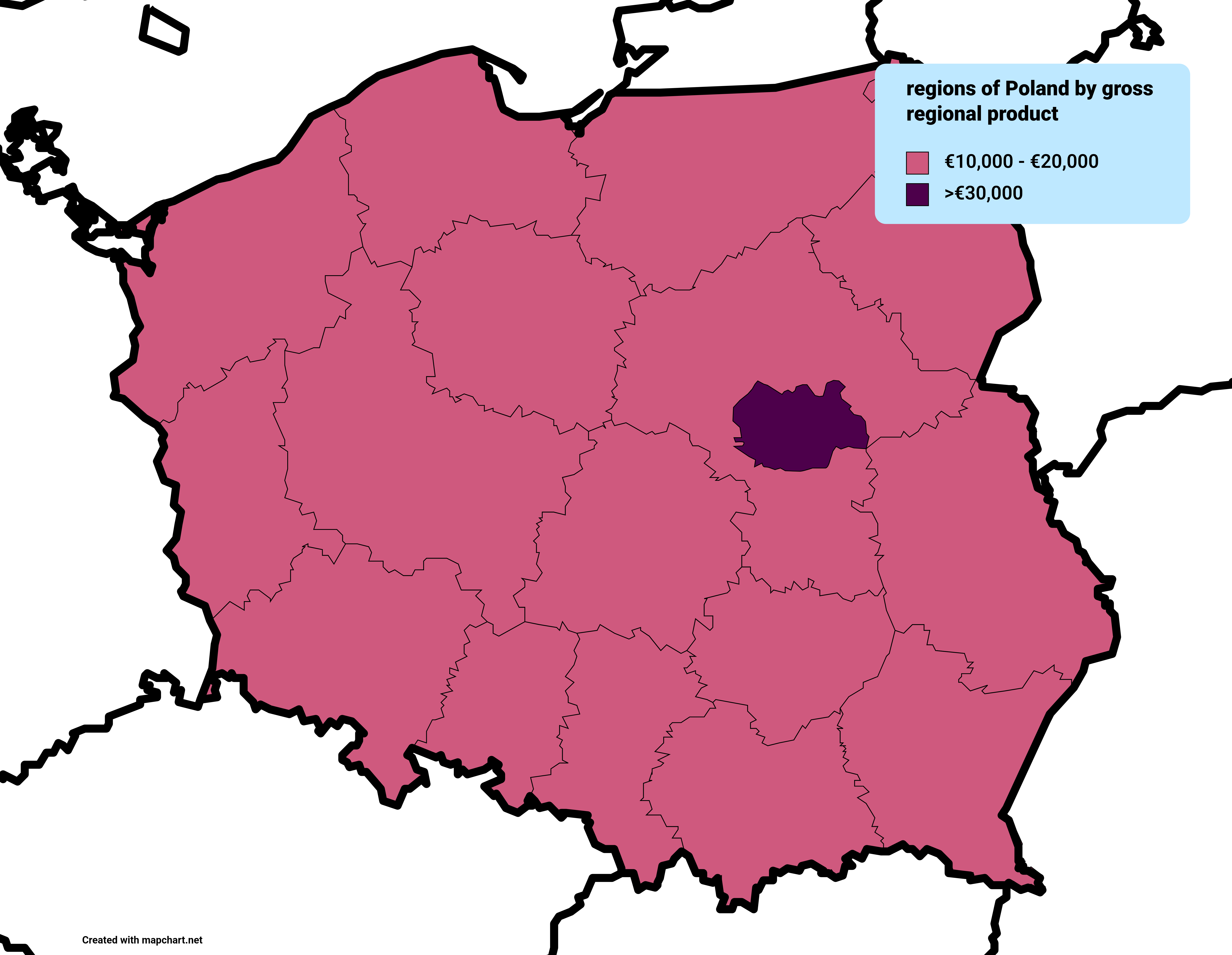
Voïvodies polonaises par Produit régional brut (PRB) par habitant.

Ceci est une liste des Voïvodies polonaises par produit régional brut (PRB) et par Produit régional brut par habitant.

## PRB par habitant
Voici une liste des Voïvodies de Pologne par Produit régional brut (PRB) par habitant en euros. Les statistiques présentées concernent les niveaux de 2019.
| Rang | Région                      | 2019 (en euro) |
| ---- | --------------------------- | -------------- |
| 1    | Varsovie                    | 30 500         |
| 2    | Basse-Silésie               | 15 200         |
| 3    | Grande-Pologne              | 15 000         |
| 4    | Silésie                     | 14 200         |
| 5    | Poméranie                   | 13 500         |
| 6    | Łódź                        | 13 100         |
| 7    | Petite-Pologne              | 12 700         |
| 8    | Mazovie                     | 12 000         |
| 9    | Poméranie-Occidentale       | 11 500         |
| 10   | Lubusz                      | 11 300         |
| 11   | Couïavie-Poméranie          | 11 000         |
| 12   | Opole                       | 10 900         |
| 13   | Podlachie                   | 10 000         |
| 14   | Sainte-Croix                | 9 900          |
| 15   | Basses-Carpates             | 9 700          |
| 16   | Varmie-Mazurie              | 9 500          |
| 17   | Lublin                      | 9 500          |
| —    | Pologne (moyenne nationale) | 13 900         |

## PRB
Voici une liste des régions de Pologne par produit régional brut (PRB) nominal exprimé en milliards d'euros. Les statistiques présentées concernent les niveaux de 2021.
| Rang | Région                | 2021 (en milliards d'euros) |
| ---- | --------------------- | --------------------------- |
| 1    | Varsovie              | 100,3                       |
| 2    | Silésie               | 68,7                        |
| 3    | Grande-Pologne        | 56,7                        |
| 4    | Basse-Silésie         | 48,4                        |
| 5    | Petite-Pologne        | 47,2                        |
| 6    | Łódź                  | 34,8                        |
| 7    | Poméranie             | 34,5                        |
| 8    | Mazovie               | 30,2                        |
| 9    | Couïavie-Poméranie    | 25                          |
| 10   | Basses-Carpates       | 22.1                        |
| 11   | Lublin                | 21,3                        |
| 12   | Poméranie-Occidentale | 21                          |
| 13   | Varmie-Mazurie        | 14,8                        |
| 14   | Sainte-Croix          | 13,1                        |
| 15   | Podlachie             | 12,7                        |
| 16   | Lubusz                | 12,2                        |
| 17   | Opole                 | 11,7                        |
| —    | Pologne               | 574,8                       |